# Ayuntamiento de Praga
El Ayuntamiento de Praga (en checo: Magistrát hlavního města Prahy) es la oficina municipal y regional de Praga, la capital de la República Checa. Está formado por un director ejecutivo  del Ayuntamiento de Praga y otros empleados del Ayuntamiento de Praga incluidos en este órgano. El Ayuntamiento de Praga desempeña las tareas asignadas por la Asamblea de la Ciudad de Praga o el Consejo Municipal de Praga, que son elegidos democráticamente. En 2017 empleaba a 2091 personas y tenía un presupuesto de 65 mil millones de coronas checas (2 580 millones de euros ).
Los empleados del Ayuntamiento de Praga se encuentran principalmente en dos edificios del centro de la ciudad de Praga: en el Nuevo Ayuntamiento y en el Palacio Škoda.
Su ámbito de aplicación está definido por la llamada ley de la Ciudad de Praga y el Decreto municipal sobre el Estatuto de la Ciudad de Praga.
El 23 de septiembre de 2019, el municipio anunció un nuevo procedimiento de selección, al cual los candidatos podían postularse hasta el 31 de octubre de 2019. Según información de Lidové noviny, al proceso de selección se presentaron, entre otras personas, la exalcaldesa Adriana Krnáčová. En el proceso de selección participaron 6 postulantes.  Como último escalón de la estructura gubernamental, el Ayuntamiento es la institución más cercana al electorado.